# Deidade

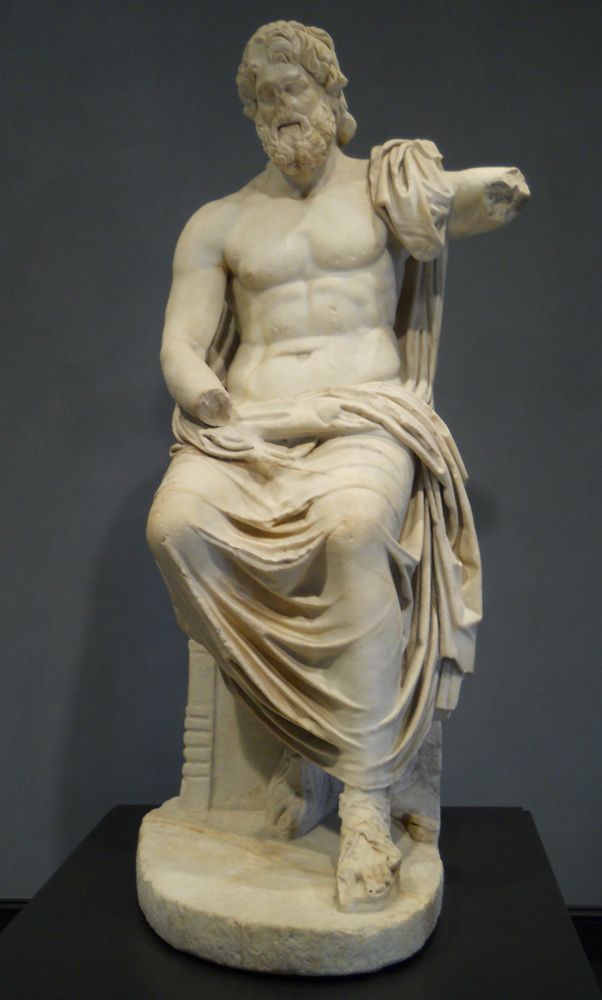
Zeus, o principal deus da cultura grega.

Deidade é o conjunto de forças e/ou intenções que se materializam nas/numa divindade(s). A deidade é a fonte de tudo aquilo que é divino. A deidade é característica e invariavelmente divina (criação); mas nem tudo o que é divino é deidade necessariamente; ainda que esteja coordenado com a deidade e tenha a tendência de "ser/estar", em alguma fase, em unidade com a deidade – espiritual, mental e/ou pessoalmente.

## Etimologia
A palavra "deidade" deriva do Latim "deus" ( "Filhos de Deus" original ). Sendo e/ou relacionando aos conceitos de céu ("divum", em latim) e dia ("dies"), além de estar relacionada ao termo "divino" e "divindade", no latim "divinus", oriundo de "divus". Pode-se fazer propor uma influência do Sânscrito que também possui termos como "div" (céu) e "diu" (dia).